# Adrian Grösser y Randeiro
Adrián Grösser Randeiro (Santa María de Palautordera, 25 de junio de 1995) es un actor español de origen alemán, principalmente conocido por su papel de Marc Vilaseca en la serie de Televisión de Cataluña Merlí. También es conocido para interpretar Aleix en la serie de Tv3 Pulseras Rojas.

## Biografía
De pequeño ya quería ser actor. Empezó a hacer teatro en Santa María de Palautordera (Vallès Oriental), de dónde proviene el actor. De 2007 a 2010 estudió en la escuela de teatro Palau. Después estudió artes escénicas en el Instituto Celestí Bellera de Granollers. Interpretó a Aleix en la serie de Tv3 Pulseras rojas en 2012. En 2013 cursó un máster de interpretación en una escuela de cine. En mayo de 2013 presentó el cortometraje A pie de playa en el Festival de Cannes, dirigido por Kail Grösser y dónde también actúa Àlex Macías.
El 2015 se unió al reparto de la serie de Tv3 Merlí, donde interpreta a Marc Vilaseca, uno de los alumnos de Merlí (Francesc Orella). Su personaje ganó más protagonismo durante la segunda temporada. Participó en el rodaje de las tres temporadas de la serie.
En 2016 interpretó una obra de teatro, Purpurina, comedia sobre tres hermanos jóvenes huérfanos, con Albert Barón y Albert Salazar. En diciembre de 2016 estrenó Paradise en el teatro Poliorama. La obra está ambientada en un prostíbulo y comparte escenario con Elisabet Casanovas (compañera de reparto en Merlí), Artur Busquets y Albert Salazar.
En 2019 rodó La higuera, cortometraje nominado al Premio Gaudí al mejor cortometraje, un western ambientado en la Extremadura del siglo XIX . Aquel mismo año también rodó la película dramática El sitio de Otto, donde también participaron Iñaki Mur, Joana Vilapuig y Artur Busquets.
En marzo de 2019 empezó el rodaje de la película de Tv3o Éxodo, de la batalla a la frontera, donde se narra una historia de amor en medio de la ida al exilio a Francia en el marco de la guerra civil española, que se estrenó el abril de 2020 en Tv3.
En mayo de 2019 ensayó la obra de teatro Jerusalén, sobre un señor que vive en una autocaravana y al que quieren desahuciar para construir pisos, protagonizada por Pere Arquillué y dirigida por Julio Manrique. La estrenaron en el Teatro Griego y la representaron en diversas ciudades a lo largo y ancho de Cataluña como por ejemplo Mataró, Manacor, Granollers, Vich y Tarragona el 2019 y 2020.
En febrero de 2020 se unió al rodaje de la segunda temporada de la serie de Netflix Hache, en Manresa (interpretando a Bages).

### Cine
| Año  | Título                                | Papel   | Director                 | Notas        |
| ---- | ------------------------------------- | ------- | ------------------------ | ------------ |
| 2010 | El pepino                             |         | Arnau Figueras           | Cortometraje |
| 2012 | El padre                              |         | Kail Grösser             | Cortometraje |
| 2012 | A pie de playa                        | Toni    | Kail Grösser             | Cortometraje |
| 2012 | Pájaros                               |         | Anna #Romero             | Cortometraje |
| 2013 | Cereal                                |         | Àlex Macías              | Cortometraje |
| 2013 | Diciembre gris                        |         | Tristany Naharro Oriol   | Cortometraje |
| 2013 | Verdadera mentira                     |         | Àlex Macías              | Cortometraje |
| 2013 | Nous-Nous Tou-Tou et d'autres animaux |         | Marta Ros Hugas          | Cortometraje |
| 2013 | Johan                                 |         | Dusan Tomic              | Cortometraje |
| 2016 | Uno para Camila                       | Benny   | Kail Grösser             | Cortometraje |
| 2017 | Hombre de ninguna parte               |         | Oriol Monte              |              |
| 2019 | Baba                                  |         | Robert Molist            | Cortometraje |
| 2019 | La higuera                            |         | Mikel Mas                | Cortometraje |
| 2019 | El sitio de Otto                      | Elliot  | Oriol Monte              | Película     |
| 2019 | Éxodo, de la batalla a la frontera    | Bernabé | Román Parrado            | Telefilm     |
| 2020 | Hogar                                 | Joven   | David Pastor Àlex Pastor | Película     |

### Series
| Año       | Título                             | Papel                     | Canal          | Notas        |
| --------- | ---------------------------------- | ------------------------- | -------------- | ------------ |
| 2012      | Pulseras rojas                     | Aleix                     | TV3            | Temporada 2  |
| 2015–2018 | Merlí                              | Marc Villaseca            | TV3            | 40 episodios |
| 2017      | Show business                      | Adrian Grösser (él mismo) | BTV            |              |
| 2018      | Polonia                            | Múltiples personajes      | TV3            | 1 episodio   |
| 2018      | Where are the Cools                |                           |                |              |
| 2019      | 5 minutos tarde                    |                           |                | 1 episodio   |
| 2020      | Coronavideos: Historias Confinadas | Víctor                    | Youtube        | 1 episodio   |
| 2020      | Hache                              | Pio Manzaneda             | Netflix        |              |
| 2021      | Servir y proteger                  | Lucas Infante             | La 1           | Temporada 5  |
| 2023      | Sin huellas                        | Luis                      | Prime Video    | Temporada 1  |
| 2025      | Los sin nombre                     | Álava                     | Movistar Plus+ | Temporada 1  |

### Teatro
| Año       | Obra              | Papel | Director                    | Notas                                                             |
| --------- | ----------------- | ----- | --------------------------- | ----------------------------------------------------------------- |
| 2008      | Línea Roja        |       | Cristina Julià              |                                                                   |
| 2009      | El Circo          |       | Cristina Julià              |                                                                   |
| 2010      | Criaturas         |       | Cristina Julià              | T de teatro                                                       |
| 2012      | Escuelas          |       | Marta G. Otín               |                                                                   |
| 2013      | 26 en descubierto |       | Marta G. Otín               |                                                                   |
| 2014–2015 | Tito Bodegas      |       | Adrian Grösser Àlex Macías  | Gira por Cataluña                                                 |
| 2016      | Purpurina         |       | Oriol Villa Raquel Salvador | Microteatre Barcelona                                             |
| 2016–2018 | Paradise          |       | Oriol Villa Raquel Salvador | Gira por Cataluña y teatro Poliorama                              |
| 2019–2020 | Jerusalén         |       | Julio Manrique              | Teatro Griego, gira por los Países Catalanes y temporada a Madrid |

## Vida personal
Su hermano, Kail Grösser, es director de cine.
Habla catalán, castellano y alemán a nivel nativo, además de inglés.